# Бусерокур
Бусерокур (фр. Bousseraucourt) насеље је и општина у источној Француској у региону Франш-Конте, у департману Горња Саона која припада префектури Везул.
По подацима из 2011. године у општини је живело 56 становника, а густина насељености је износила 7,39 становника/km². Општина се простире на површини од 7,58 km². Налази се на средњој надморској висини од 299 метара (максималној 347 m, а минималној 229 m).

## Демографија
| 1962. | 1968. | 1975. | 1982. | 1990. | 1999. | 2011. |
| ----- | ----- | ----- | ----- | ----- | ----- | ----- |
| 144   | 125   | 87    | 78    | 69    | 59    | 56    |

График промене броја становника у току последњих година